# Bund/Länder-Arbeitsgemeinschaft Naturschutz, Landschaftspflege und Erholung
Die Bund/Länder-Arbeitsgemeinschaft Naturschutz, Landschaftspflege und Erholung (LANA) wurde von den Naturschutz-Referenten der Bundesländer der Bundesrepublik Deutschland gegründet, die sich bereits seit 1959 versammelt hatten. Die erste Sitzung fand am 1. Dezember 1971 in Hannover statt.

## Aufbau und Aufgaben
Die Bund/Länder-Arbeitsgemeinschaft Naturschutz, Landschaftspflege und Erholung ist ein Gremium der Umweltministerkonferenz (UMK).
Mitglieder der LANA sind Vertreter der obersten Landesbehörden für Naturschutz und Landschaftspflege sowie Vertreter des Bundes. Die LANA trifft sich in der Regel zweimal im Jahr, frühzeitig vor den Sitzungen der Amtschefkonferenz bzw. der UMK. Der Vorsitz der LANA hat ein Bundesland; alle zwei Jahre wechselt der Vorsitz zwischen den Bundesländer in alphabetischer Reihenfolge.